# Margareta Strömstedt
Gunhild Margareta Henriksson (nombre de casada Margareta Strömstedt, Ljungby, 19 de mayo de 1931–28 de marzo de 2023) fue una escritora, periodista y traductora sueca.

## Biografía
Margareta Strömstedt nació en 1931 como hija de Sigrid Bergman y August Henriksson. Pasó sus primeros once años de vida en Småland.

Strömstedt trabajó inicialmente como periodista en Dagens Nyheter.
Desde 1969 a 1985, Strömstedt trabajó como productora en  laRadio de Suecia y luego en la televisión pública sueca SVT 2.
También trabajó en el Teatro Infantil de la Ciudad de Estocolmo de 1961 a 1965.
Galardonada con el Premio Gulliver y el Premio Astrid Lindgren.
Contrajo matrimonio con el pubicista sueco Bo Strömstedt (1953–2016) y tuvo dos hijos: Niklas y Lotten Strömstedt.

## Libros
- 1961, Mariposas en clase y otros cuentos sobre mis amigos entre los duendes.
- 1962, Vuelve, pequeña Jenny
- 1969, Salsa de tomate y plátanos
- 1969, ¡Tanque lleno!
- 1977,  Astrid Lindgren. (biografía)
- 1982,  Majken, el diecinueve de diciembre
- 1983,  Majken, un día de mayo
- 1984,  Majken, está en llamas
- 1987,  Majken se muda al paraíso
- 1984,  Limpieza navideña y muerte
- 1991,  Majken y el ángel guardián
- 1993,  El libro de Majken (colección)
- 1989,  En busca de un estudiante de secundaria de la década de 1940.
- 1990,  La congregación bajo la tierra.
- 1993,  El abuelito.
- 1995,  Fanny y los pájaros.
- 1996,  Camina hacia el sol.
- 2006,  La noche antes de que colgaran a Ruth Ellis y otras historias de mi vida.
- 2013,  Me encantaría seducirte

## Premios
- 1969,  Premio Gulliver
- 1986,  Premio Astrid Lindgren
- 1991,  Heffaklump de Expressen
- 2002,  Premio Astrid Lindgren de Samfundet De Nio
- 2007,  Premio de Relato Corto de la Radio Sueca
- 2007,  Doctorado honorario en la Universidad de Växjö